# Roko (Burkina Faso)
Pour les articles homonymes, voir Roko (homonymie).
Ne doit pas être confondu avec Réko.
Roko est une localité située dans le département de Oula de la province du Yatenga dans la région Nord au Burkina Faso.

## Santé et éducation
Le centre de soins le plus proche de Roko est le centre de santé et de promotion sociale (CSPS) de Ziga tandis que le centre hospitalier régional (CHR) se trouve à Ouahigouya.